# Alfred Kühne
Alfred Kühne (* 14. April 1895 in Bremen; † 16. Oktober 1981 in Lenzerheide, Schweiz) war ein deutscher Speditionsunternehmer, Sohn des Co-Gründers des heutigen Transport- und Logistikkonzerns Kühne + Nagel und Mitbegründer der Kühne-Stiftung. Die Transportfirma Kühne + Nagel erhielt 1937 als „Nationalsozialistischer Musterbetrieb“ ein Gaudiplom und profitierte während des Nationalsozialismus von den „Arisierungsprogrammen“ der Nazis, indem sie geraubten jüdischen Besitz im Auftrag des nationalsozialistischen Staates transportierte. Im Juli 1948 wurde er entnazifiziert – in die Kategorie IV als Mitläufer eingestuft. In den 1950er Jahren eröffnete er Zweigniederlassungen in Argentinien und Kanada. 1963 machte Kühne mit 68 Jahren seinen Sohn Klaus-Michael Kühne  zum persönlich haftenden Gesellschafter.
Ab 1969 lebte Kühne in der Schweiz, wo er 1981 starb.

## Kindheit und Ausbildung
Kühne wurde 1895 in Bremen geboren. Sein Vater August Kühne (1855–1932) war Co-Gründer des heutigen Transport- und Logistikkonzerns Kühne + Nagel (KN). Er wollte ursprünglich Kunstmaler werden, erlernte jedoch, nachdem sein älterer Bruder verstorben war, ab 1910 in der Hamburger KN-Niederlassung das Geschäft.

## Karriere
Er erhielt 1923 die Prokura und wurde mit 33 Jahren 1928 Teilhaber von Kühne + Nagel. Ab April 1933, kurz nach dem Tod seines Vaters und nachdem Adolf Maass (* 1875 in Borgholzhausen, 1942 deportiert nach Theresienstadt, † in Auschwitz), Teilhaber – mit 45 Prozent der größte Anteilseigner von Kühne + Nagel – aus dem Unternehmen herausgedrängt wurde, kontrollierten Alfred und sein Bruder Werner Kühne (* 1898, † Mitte der 50er-Jahre in Südafrika) das Unternehmen alleine.
Am 1. Mai 1933 traten Alfred und sein Bruder mit den Mitgliedsnummern 3.001.238 und 2.829.501 in die NSDAP ein und waren beide ebenfalls Mitglied der Deutschen Arbeitsfront (DAF). Ihr Unternehmen erhielt 1937 als „Nationalsozialistischer Musterbetrieb“ ein Gaudiplom.
Laut dem Historiker Wolfgang Dreßen hat die Transportfirma Kühne + Nagel während des Nationalsozialismus von den „Arisierungsprogrammen“ der Nazis dadurch profitiert, dass geraubter jüdischer Besitz im Auftrag des nationalsozialistischen Staates transportiert wurde. Kühne + Nagel spielte hierbei eine wichtige Rolle und wurde im Laufe der Zeit zu einem Quasi-Monopolisten bei den Staatsaufträgen zum Transport des Besitzes deportierter Juden im besetzten Westeuropa (M-Aktion). Darunter für den Einsatzstab Reichsleiter Rosenberg „allein aus Paris […] zwischen 1941 und 1944 29 Kunsttransporte“. Diese Umstände wurden seitens des Unternehmens offenbar nie aufgearbeitet.
Kühne + Nagel fungierte nach dem Krieg und im Zuge des Aufkeimens des Kalten Krieges als Tarnfirma beim von der CIA begleiteten Aufbau der Organisation Gehlen, dem Vorläufer des Bundesnachrichtendienstes. In einem als geheim eingestuften Brief eines britischen Geheimdienstbeamten an das Entnazifizierungskomitee Bremen vom Februar 1948 heißt es: „Es wird als unerlässlich für bereits laufende Operationen erachtet, dass Herr Alfred Kühne in einer solchen Weise entnazifiziert wird, dass er sein Geschäft weiterführen kann. Wir wären Ihnen sehr dankbar, wenn Sie uns in dieser Angelegenheit helfen könnten, da sie die Sicherheit der britischen und amerikanischen Zone betrifft“. Im Juli 1948 wurden die Kühne-Brüder entnazifiziert – in die Kategorie IV als Mitläufer eingestuft – und ihnen jeweils eine Geldbuße in Höhe von 2000 DM auferlegt. Zudem wurden die im Rahmen des Entnazifizierungsverfahrens eingefrorenen Geschäfte und sonstigen Vermögenswerte den Kühnes zurückgegeben, und sie wurden wieder in ihre Führungspositionen bei Kühne + Nagel eingesetzt.
Die 1944 zerstörte Bremer Firmenzentrale, welche sich ab 1910 in der sogenannten von Kapff’sche Burg an der zwischen 1958 und 1960 neu gebauten Wilhelm-Kaisen-Brücke befand, wurde verlegt. Kühne erteilte dem Architekten Cäsar Pinnau den Auftrag auf einem größeren Gelände einen sechsgeschossigen Neubau zu errichten, welcher im März 1962 als August Kühne-Haus eingeweiht und Anfang der 1970er Jahre um drei Etagen aufgestockt wurde.
Sein Bruder Werner Kühne verließ im Dezember 1951 das Unternehmen, gründete in Bremen die Africana Traansport GmbH und übernahm auf eigene Rechnung die bestehende Kühne + Nagel-Vertretung in Johannesburg/Südafrika.
In den 1950er Jahren eröffnete Kühne Zweigniederlassungen in Buenos Aires/Argentinien (1950), im kanadischen Montreal und Toronto mit einer Niederlassung in Vancouver (1957) und in Holland (1955) sowie 1957 in Bagdad/Irak über Kühne + Nagel die Orient Transport Company Ltd. und 1960 eine 75-prozentige Beteiligung an der Société de Transit Oriental S.A.L. in Beirut/Libanon.
Ab 1954 war Kühne im Vorstand des Interessensverbandes Nah- und Mittelost-Verein (NUMOV), Bremen/Hamburg.
1955 wurde er aufgrund seiner langjährigen intensiven Verbindungen mit Kuba von Staatspräsident Fulgencio Batista zum kubanischen Honorarkonsul in Bremen ernannt. 1956 wurde er chilenischer Honorarkonsul, eröffnete im September 1956 ein Konsulat in Bremen, wurde im Oktober 1957 durch General Carlos Ibáñez del Campo zum Generalkonsul von Chile ernannt, sein Sohn Klaus-Michael übernahm 1967 das Amt.

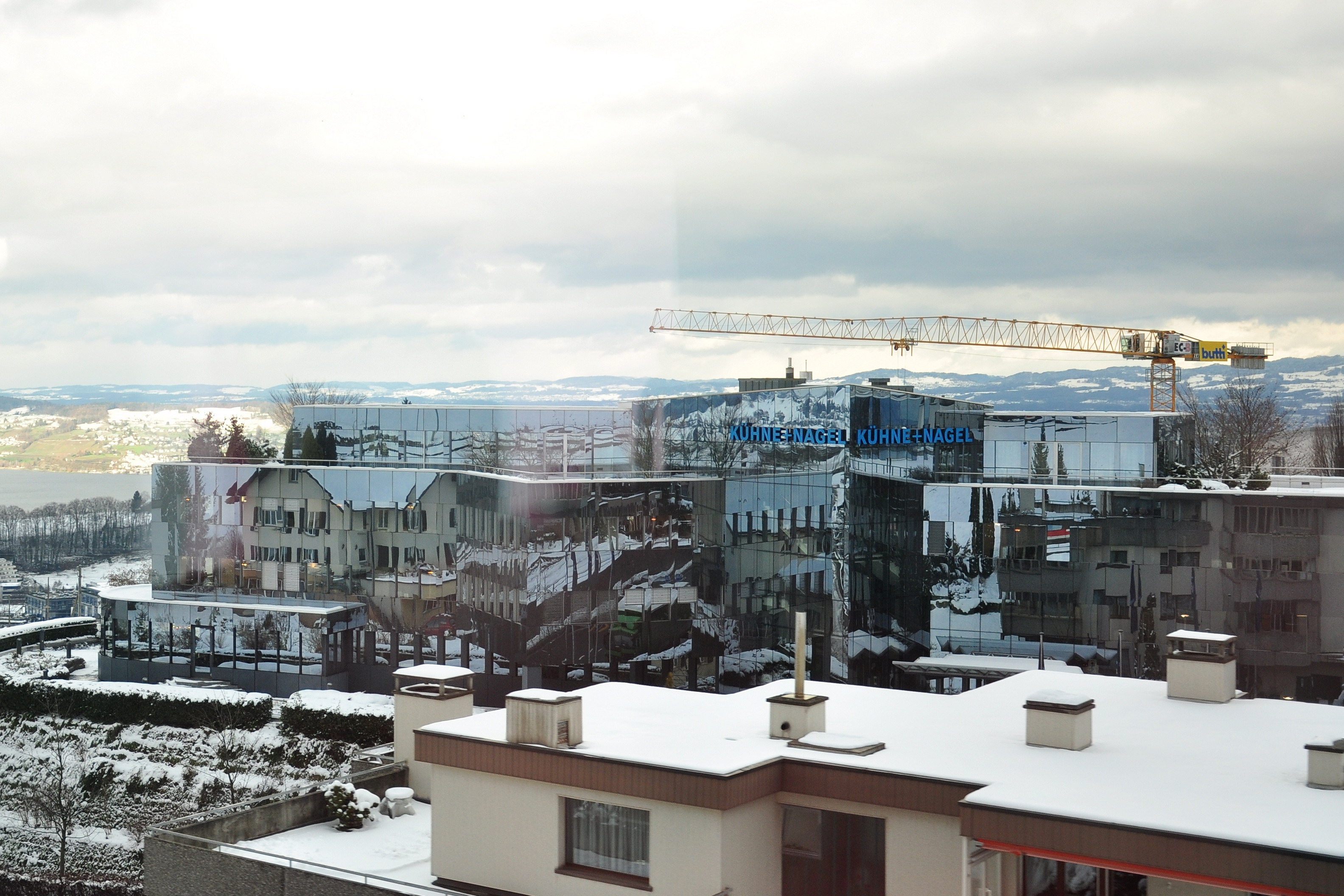
Heutige Verwaltungszentrale der Kühne-Stiftung und Kühne + Nagel AG in Schindellegi (CH)

Im April 1959 errichtete er in Zürich mit der Kühne + Nagel AG (Kapital 500.000 Fr.) eine Filiale in der Schweiz.
1963 macht Kühne seinen Sohn Klaus-Michael Kühne mit 26 Jahren zum persönlich haftenden Gesellschafter (Komplementär) und Teilhaber. Nachdem er und sein Stellvertreter Ludwig Rössinger (* 1898), der ab 1954 auch Teilhaber des Unternehmens war, sich 1975 aus Altersgründen aus dem Verwaltungsrat zurückgezogen hatten, übernahmen Klaus-Michael Kühne und sein Stellvertreter Rudolf Lück († 1987) diese Posten und Kühne wurde Ehrenpräsident des Verwaltungsrats.

## Privatleben und Tod
1969 im Alter von 74 Jahren zog Kühne in die Schweiz und verlegte auch den Hauptverwaltungssitz von Kühne + Nagel nach Schindellegi in der Gemeinde Feusisberg im Schweizer Kanton Schwyz. Mit seiner Ehefrau Mercedes (1908–2001 in Hamburg, geb. Greef) und dem gemeinsamen Sohn Klaus-Michael Kühne gründete er 1976 die gemeinnützige Kühne-Stiftung, eine Stiftung nach schweizerischem Recht, die das Firmenvermögen tragen soll.
Am 16. Oktober 1981 starb Kühne in Lenzerheide, Schweiz.

## Ehrungen
- Am 11. Oktober 1960 wurde Kühne das Große Bundesverdienstkreuz des Verdienstordens der Bundesrepublik Deutschland verliehen für die Verdienste um den Wiederaufbau nach dem Kriege und die Förderung der internationalen Wirtschaftsbeziehungen.[25]
- Inhaber des Komturkreuzes des Verdienstordens von Chile, verliehen durch Präsident Jorge Alessandri
- Bremisches Hanseatenkreuz
- Eisernes Kreuz I. Klasse im Ersten Weltkrieg
- In Brampton, nordöstlich vom kanadischen Toronto ist der Alfred Kuehne Blvd nach ihm benannt.[26]